# 九江经济技术开发区
九江经济技术开发区创建于1992年7月，位在江西省九江市，是国家级经济技术开发区，管辖面积近150平方公里，辖区包含1乡2场3街办4园区，总人口约15万。
九江出口加工区位于九江经济技术开发区内，于2005年6月经国务院批准设立，为江西首家出口加工区，规划总面积2.81平方公里，首期0.987平方公里于2006年6月正式封关运行。处于长江黄金水道和京九铁路交錯的關鍵位置，適合輕重工業發展，九江港也是长江流域十大港口之一，政治管理上基本享受市级审批权限，为企业提供便捷的一站式審批服務，海关、边检、市工商、税务、会计都在行政大樓區內發展了代理辦事處不必來回奔波。
交通方面新修及改造提升了长江大道、九瑞大道、浔阳西路、九园路等道路，主城区形成“四纵四横”主干路网，建有出口加工区、城西港区、汽车工业园、科技工业园四大平台。商住環境建设有30层以上楼宇60多栋，10层以上620多栋並陸續擴增中，房屋空間充足。

## 知名企業
- 佳能数码相机
- 巨石集团
- 上港集团
- 汇源果汁
- 清华同方
- 志高空调
- 艾美特电器
- 中船集团
- 富和公司(国有资产运营公司)